# 蝶之夢
《蝶之夢》是日本TinkerBell公司在2005年1月21日發售冒險成人遊戲。，2009年4月24日發售重製版《蝶之夢 ～二人之蝶～》（蝶ノ夢～二人の蝶～），2025年4月25日發售HD版《蝶之夢 ～二人之蝶～ Remaster》（蝶ノ夢 ～二人の蝶～ リマスター）。2005年5月24日由PARADIGM發售小說《蝶之夢》。

## 故事簡介
女主角蝶子原來生于富貴人家，但是在蝶子小時候，蝶子家被一個沼田權左衛門的惡霸迫害，導致家破人亡，而蝶子也被沼田權左衛門賣到妓院。若干年后，因爲天生淫蕩放浪，蝶子早已成爲妓院最出色的妓女，但是蝶子時刻都在想著報仇，她用自己淫穢的動作行爲吸引了各地達官貴人，不斷積累沼田權左衛門的罪惡證據。於是一場用自己的少女肉體來實現報仇的計劃逐漸展開…。

## 人物介紹
蝶子
本作女主角。
雅

鈴（聲：中瀬ひな）

蓮華（聲：平野響子）

琥珀（聲：春日アン）
重製版的新角色。

## 主題曲
主題曲名稱是「蝶之夢」，由simmy擔任作詞和作曲、秋華擔任另一位作曲、TrioDesign擔任編曲，主唱則是真理繪（真理絵）擔任。

## 外部連結
- 蝶之夢官方網站 （日語）
- 蝶之夢 ～二人之蝶～官方網站 （日語）
- 蝶之夢 ～二人之蝶～ Remaster官方網站 （日語）